# Py Sörman

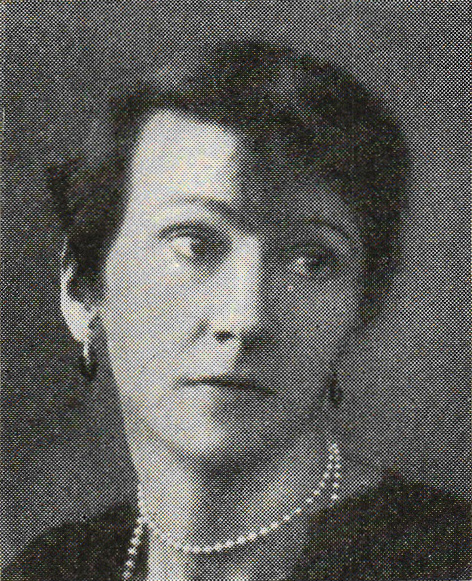
Py Sörman

Py Sörman (* 1897 in Halland; † 1947), eigentlicher Name Ingrid Amalia Sörman (Forsberg-Flerke), war eine schwedische Schriftstellerin. Sie trat zeitweise auch unter dem Pseudonym Inge Forss in Erscheinung.
Die Tochter eines Pfarrers verfasste eine Anzahl Romane und Novellen und debütierte 1921 mit dem Roman Han (schwedisch: Er). Nachdem Sörman zum Katholizismus konvertiert war, schrieb sie eine Anzahl Biografien über berühmte katholische Persönlichkeiten, zum Beispiel Königin Christina in Vi Christina med Guds nåde (1942). Sie war Mitglied im Academicum Catholicum Sveciae (Schwedischer Katholikenverbund) und seit 1946 im Sveriges Författare Förening (Schwedischer Schriftstellerbund).
Py Sörmans Schriften werden heute in der Königlichen Bibliothek zu Stockholm aufbewahrt. Die Sammlung enthält an sie adressierte Briefe, ihre Tagebücher, Kalender, Manuskripte und vieles mehr.

## Werke
| - Aloë (1931) - Boken om Liselott (1944) - De grönas stjärna (1937) - De som tänkte med hjärtat (1941) - Den blå lyktan (1930) - Då var det lustigt att leva (1935) - En omoralisk historia (1932) - Flyvende Sommer (1946) - Gyldent Efteraar (1946) - Han (1921) - Han, hon och det (1934) - Hjärta och pil (1941) - Hjärterdam (1924) - Husses hund och mattes katt (1933) - Hänen läheisyydessään (1947) - I hans Naerhed (1949) - I hans närhet (1946) | - Joakim i Babylon (1947) - Liselott ja hänen lapsensa (1946) - Prästen i Ars (1940) - Saaristopapin tytär (1945) - Sankt Johannes Bosco och hans förste eft… (1961) - Sankt Thomas More (1940) - Sex barn och Liselott (1945) - Skuggornas land (1931) - Spelet kring drottningen (1943) - Spelet måste ha sin gång (1933) - Stan tar Birgitta (1937) - Särlinge (Byn på slätten) (1926) - Särlinge (1926) - Teresa av Spanien (1941) - Toto (1929) - Vi Christina med Guds nåde (1942) - Vi människor (1936) - Änglarnas hus (1937) |